# TV8
TV8 (阿拉伯语：‎)，也被稱為 El-Dhakira TV，是阿爾及利亞第八個公共國家電視頻道。它是國有EPTV集團的一部分,TV1、TV2、TV3、TV4、TV5、TV6和TV7也都是。它是阿拉伯語頻道。TV8專注於阿爾及利亞歷史。

## 歷史
TV8於2020年10月12日上線，它播放與阿爾及利亞歷史有關的節目，如紀錄片和歷史電影。

## 外部連結
- 官方网站 （阿拉伯語）
- TV8的Facebook專頁